# Cleora euboliaria
Cleora euboliaria är en fjärilsart som beskrevs av Walker 1860. Cleora euboliaria ingår i släktet Cleora och familjen mätare. Inga underarter finns listade i Catalogue of Life.